# Universität (München)
Universität is een metrostation in de wijk Maxvorstadt van de Duitse stad München. Het station werd geopend op 19 oktober 1971 en wordt bediend door de lijnen U3 en U6 van de metro van München.
Het station is gelegen onder de Ludwigstrasse en bedient de hoofdgebouwen van de Ludwig Maximilians-Universiteit, evenals de Bayerische Staatsbibliothek en de Pinakothek der Moderne. Lijn U6 is trouwens een voor de universiteit optimale verbindingsas van  openbaar vervoer gezien de noordelijke terminus van de metrolijn, het station Garching-Forschungszentrum een aantal onderzoekscentra fysica van de universiteit bereikbaar maakt en de zuidwestelijke terminus, het station Klinikum Großhadern, toegang biedt tot het universitair ziekenhuis en de biomedische campus van de universiteit.